# Aeolochroma louisa
Aeolochroma louisa là một loài bướm đêm trong họ Geometridae.